# 노동농민당
노동농민당(일본어: 労働農民党 로우도우노우민토우[*])은 전전 일본의 무산정당이다. 약칭 노농당(労農党).
1926년(다이쇼 15년) 3월 5일 창당되었다. 그 전해 12월에 결성된 농민노동당이 공산주의와 연결되어 있다는 혐의로 당일 금지되어서 노동농민당은 처음에는 좌파를 배제한 형태로 이루어졌다. 중앙집행위원장으로는 일본농민조합 위원장이었던 스기야마 모토지로가 취임했다. 그러나 창당 후 지방 지부들이 조직되어가는 과정에서 좌파가 유입되어 친공산주의 입장의 당내 좌파와 반공주의 입장의 당내 우파가 대립했다. 그 결과 12월에 당내 우파가 탈당하여 사회민중당(위원장 아베 이소오)을 창당하고 중간파가 일본노동당(위원장 아소 히사시)을 결성함으로써 노동농민당(위원장 오야마 이쿠오)은 좌파가 주도권을 잡게 되었다.
분열 이후 노동농민당은 오야마 이쿠오위원장, 호소사코 카네무츠 서기장이 지도하여 대중국 비간섭・노동법 제정 등의 운동을 진행했다. 최초의 보통선거였던 1928년(쇼와 3년)의 제16회 중의원 의원 총선거에서는 권력의 간섭이 극심하여 가가와현에 출마한 오야마 진영에 대한 탄압은 강렬의 극에 달했다. 이 때 현지 운동원으로 당시 농민조합 지도부에 속해 있었던 소설가 시마키 켄사쿠가 있었다. 그러나 노농농민당은 탄압에도 불구하고 전국에서 무산정당 최다인 28만 표를 득표, 미즈타니 쵸자부로, 야마모토 센지 두 사람의 당선자를 낸다. 특히 교토부 선거구에서 출마한 야마모토는 제국의회에서 특별고등경찰의 고문행위를 폭로하는 기염을 토하지만, 우익 청년에게 암살당했다.
선거 직후 제2차 일본공산당이 대량 검거된 3·15 사건이 일어났다. 공산당 활동가 다수가 노농당에 당적을 가지고 후보로 출마한 것을 빌미로 노농당도 결사금지 처분되었다. 그러나 오야마와 호소사코는 결사금지처분을 받은 직후 “백도해산 백도창당(百度解散・百度結党)”을 내걸고 신당조직준비회를 결성하여 노농당 재건을 목표로 하면서 이후 신노농당을 창당하게 된다.
그 뒤 노농당의 흐름은 중간파와 우파에 합류해 사회대중당에 참여하는 자, 노농무산단체협의회를 거쳐서 좌파 일본무산당에 참여하는 자, 일본공산당에 참여하는 자 등으로 사분오열되었다. 하지만 전후 대부분이 다시 모여 일본사회당을 결성, 사회당 좌파를 형성하기에 이르렀다.

## 참고 자료
- 麻生久 (1926), 《無産政党とは何ぞ:誕生せる労働農民党》, 思潮社《노동농민당》 - 국립국회도서관 디지털 컬렉션
- 渡部徹 「労働農民党（労農党）」 『日本近現代史辞典』 東洋経済新報社、1978年
- 神田文人 「労働農民党」「労働農民党分裂問題」 『国史大辞典』第14巻 吉川弘文館、1993年
- 広川禎秀 「労農党」 『日本史大事典』第6巻 平凡社、1994年
- 岡本宏 「労働農民党」 『日本歴史大事典』第3巻 小学館、2001年